# Эдвардс, Блейк
Блейк Э́двардс (англ. Blake Edwards, настоящее имя Уильям Блейк Крамп (англ. William Blake Crump), 26 июля 1922 — 15 декабря 2010) — американский кинорежиссёр и сценарист. Муж актрисы Джули Эндрюс.
Блейк Эдвардс приобрёл известность в основном благодаря популярным комедиям 1960-х и 1970-х годов из цикла «Розовая пантера» с их главным героем — незадачливым инспектором Клузо в исполнении талантливого комика Питера Селлерса, каскадом трюков и незатейливым юмором. Однако творчество Эдвардса имеет намного более широкий диапазон.
Обладатель почётного «Оскара» 2004 года, а также премий «Сатурн», «Сезар», Сан-Себастьянского МКФ и др.

## Биография
Блейк Эдвардс родился 26 июля 1922 года в городе Талса, Оклахома. Отца его звали Уильям Блейк Крамп. Его родители развелись, когда он был маленьким, и мать повторно вышла замуж за голливудского продюсера Джеймса Гордона Эдвардса. Отчим Блейка был директором известной киностудии «Fox». Задворки студии стали для ребёнка игровой площадкой. Эдвардс окончил школу в Беверли-Хиллс, прошёл военную службу в береговой охране, и отчим взял его на работу в семейный бизнес. Эдвардс подписал контракт с киностудией и в 1940-х годах сыграл почти в двадцати пяти фильмах, включая «Осушителей болот» (1945) и «Лучшие годы в нашей жизни» (1946).
Позже Эдвардс написал сценарий для радиосериала «Ричард Даймонд, частный детектив» (1949), где проявил присущее ему чувство юмора, в начале 1950-х годов написал сценарии для ряда кинофильмов, а в 1953 году выступил продюсером сериала «Городской детектив».
В 1955 году состоялся его дебют в качестве режиссёра фильма «Улыбнись» — музыкального романса, в котором школьная учительница и сочинительница песен находит любовь в большом городе. Следующий фильм, «Мистер Кори», вышел в 1956 году и имел большой успех у зрителей; в фильме сыграл Тони Кёртис, будущая звезда экрана. В 1958 году Эдвардс выпустил новый телесериал, имевший большой успех и номинированный на «Эмми» — «Питер Ганн».

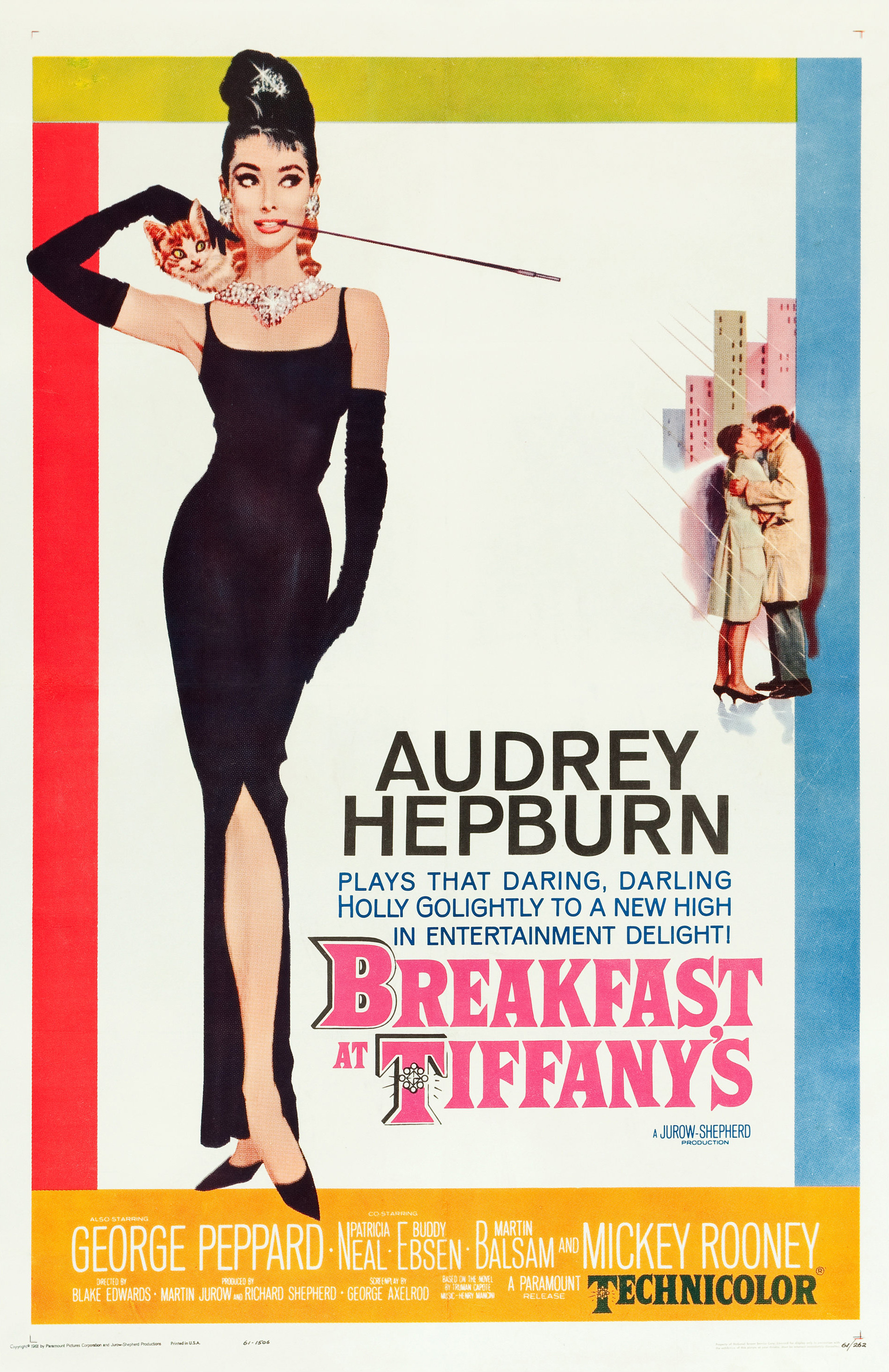
«Завтрак у Тиффани»

Пик творческой деятельности режиссёра пришёлся на 1960-е годы, начиная с классической комедии «Операция «Нижняя юбка»» c Тони Кёртисом и Кэри Грантом в главных ролях. В 1961 году Эдвардс снял один из наиболее ироничных своих фильмов — «Завтрак у Тиффани». Одри Хепбёрн — героиня фильма — была номинирована на «Оскар» за создание образа хрупкой сельской девушки, изображавшей искушённую светскую львицу. А композитор Генри Манчини, уже работавший ранее с Эдвардсом в сериале «Питер Ганн», сочинивший для фильма «Завтрак у Тиффани» песню «Moon River», получил за неё награду Академии. Многолетнее творческое сотрудничество с композитором Генри Манчини помогло Блейку Эдвардсу развить свой творческий потенциал.
Далее следует новаторский фильм «Дни вина и роз» (1963) с актёрами Джеком Леммоном и Ли Ремик в главных ролях, где он смело поднял проблему алкогольной зависимости. Фильм был выдвинут на «Золотой глобус» как «Лучшая драма» и вдохновил игравших в нём главных героев на поиски собственного освобождения от алкогольной зависимости.
С присущей ему многогранностью Эдвардс обращается к разным жанрам и темам: так, в 1962 году он снимает триллер «Эксперимент в терроре», оставляющий впечатление документальных съёмок. А потом он обращается к образу французского инспектора-разини Жака Клузо (Питер Селлерс), и начинается эпоха серий «Розовая пантера». Первый фильм сразу становится хитом благодаря утончённости и грубоватому юмору. Свой вклад в фильм внёс и Селлерс, создавший неповторимый образ главного героя, и, хотя во время съёмок Селлерс часто спорил с Эдвардсом, и оба клялись никогда не работать вместе, встретились они уже на съёмках следующего фильма — «Выстрел в темноте» (1964).
Эдвардс продолжал снимать комедии: «Большие гонки» (1965), «Вечеринка» (1968). В дальнейшем, после «Дорогой Лили», он понёс огромные финансовые потери, а также поссорился с руководителями студии из-за фильмов «Дикие пираты» (1971) и «Лечение Кэрри» (1972).
Впав в связи с этим в депрессию, Эдвардс со своей женой, актрисой Джулией Эндрюс, сыгравшей в «Дорогой Лили», переезжает в Европу, где пара остаётся надолго.
Из-за финансовых проблем Эдвардс возвращается к продолжению съёмок комедий из серии «Розовая пантера». Оглушительный успех имело «Возвращение Розовой пантеры» (1975). В течение 1970-х и 1980-х годов Эдвардс продолжает выпуск продолжений «Розовой пантеры».
В дальнейшем режиссёр активно работал в США и Европе в том же комедийном жанре, хотя не все его фильмы были удачны. В числе успешных можно назвать такие картины, как «Виктор/Виктория» (1982), получившую в Италии и Франции премии как лучший иностранный фильм, «Свидание вслепую» (1987) с Брюсом Уиллисом и Ким Бейсингер, «Подмена» (1991) с Эллен Баркин.
В 1993 году Блейк Эдвардс в последний раз обратился к своему постоянному герою, инспектору Клузо, поставив фильм «Сын розовой пантеры», главную роль в котором сыграл итальянский комик Роберто Бениньи.
В 2004 году Американская киноакадемия вручила Блейку Эдвардсу специальный Почётный «Оскар» за вклад в развитие киноискусства. Произнося свою речь, он поблагодарил всех друзей и врагов, без которых ему бы не удалось достичь каких бы-то ни было успехов.
За многолетнюю творческую карьеру тридцать девять фильмов Эдвардса были выдвинуты на «Оскар», «Золотой глобус» и «Эмми», кроме того, он организовывал и проводил творческие вечера-диспуты между ведущими деятелями кинобизнеса, что признано его большим вкладом в развитие кино.
Блейк Эдвардс скончался от пневмонии 15 декабря 2010 года в одной из клиник Санта-Моники в возрасте восьмидесяти восьми лет.

## Фильмография
- 1952—1956 «Четыре звезды Плейхауз» / Four Star Playhouse, ТВ сериал
- 1957 «Мистер Кори» / Mister Cory
- 1958 «Идеальный отпуск» / The Perfect Furlough
- 1959 «Операция «Нижняя юбка»» / Operation Petticoat
- 1961 «Завтрак у Тиффани» / Breakfast at Tiffany’s,
- 1962 «Дни вина и роз» / Days of Wine and Roses
- 1963 «Розовая пантера» / The Pink Panther
- 1964 «Выстрел в темноте» / A Shot in the Dark
- 1965 «Большие гонки» / The Great Race,
- 1966 «Что ты делал на войне, папа?» / What Did You Do in the War, Daddy?
- 1968 «Вечеринка» / The Party
- 1970 «Дорогая Лили» / Darling Lili
- 1972 «Лечение доктора Кэри» / The Carey Treatment
- 1974 «Финиковая косточка» / The Tamarind Seed
- 1975 «Возвращение Розовой пантеры» / The Return of the Pink Panther
- 1976 «Розовая пантера наносит новый удар» / The Pink Panther Strikes Again
- 1978 «Месть Розовой пантеры» / Revenge of the Pink Panther
- 1979 «Десятка» / 10
- 1981 «Сукин сын» / S.O.B.
- 1982 «Виктор/Виктория» / Victor/Victoria
- 1982 «След Розовой Пантеры» / Trail of the Pink Panther
- 1983 «Проклятие Розовой пантеры» / Curse of the Pink Panther
- 1983 «Мужчина, который любил женщин» / The Man Who Loved Women
- 1984 «Микки и Мод» / Micki + Maude
- 1986 «Это жизнь!» / That’s Life!
- 1987 «Свидание вслепую» / Blind Date
- 1988 «Закат» / Sunset
- 1989 «До мозга костей» / Skin Deep
- 1989 «Питер Ганн» / Peter Gunn
- 1991 «Подмена» / Switch
- 1993 «Сын Розовой пантеры» / Son of the Pink Panther